# Kryniczyn
Kryniczyn (lit. Krinčinas) – miasteczko na Litwie, położone w okręgu poniewieskim, w rejonie pozwolskim, liczące 527 mieszkańców (2001). 

## Zabytki
- Barokowy Kościół Świętych Apostołów Piotra i Pawła z 1782[2].